# Onthophagus metalliger
Onthophagus metalliger là một loài bọ cánh cứng trong họ Bọ hung (Scarabaeidae).